# Minampalli-Pachamadevi
Minampalli-Pachamadevi es una ciudad censal situada en el distrito de Karur en el estado de Tamil Nadu (India). Su población es de 9031 habitantes (2011). Se encuentra a orillas del río Amaravati, a 8 km de Karur y a 75 km de Tiruchirappalli. 

## Demografía
Según el censo de 2011 la población de Minampalli-Pachamadevi era de 9031 habitantes, de los cuales 4370 eran hombres y 4461 eran mujeres. Minampalli-Pachamadevi tiene una tasa media de alfabetización del 73,46%, inferior a la media estatal del 80,09%: la alfabetización masculina es del 90,06%, y la alfabetización femenina del 62,74%.